# Podział administracyjny Kościoła katolickiego w Zambii
Podział administracyjny Kościoła katolickiego w Zambii – w ramach Kościoła katolickiego w Zambii funkcjonują obecnie dwie metropolie, w skład których wchodzą dwie archidiecezje i dziewięć diecezji. 
Jednostki administracyjne Kościoła katolickiego obrządku łacińskiego w Zambii:

## Metropolia Kasama
- Archidiecezja Kasama
  - Diecezja Mansa
  - Diecezja Mpika

## Metropolia lusacka
- Archidiecezja lusacka
  - Diecezja Chipata
  - Diecezja Livingstone
  - Diecezja Kabwe
  - Diecezja Mongu
  - Diecezja Monze
  - Diecezja Ndola
  - Diecezja Solwezi